# 室田町
室田町（むろだまち）は群馬県の中部、群馬郡に属していた町。

## 地理
- 山岳：榛名山
- 河川：烏川

## 歴史
- 1889年（明治22年）4月1日 町村制施行により、上室田村、中室田村、下室田村、榛名山村が合併し西群馬郡室田村が成立する。
- 1896年（明治29年）4月1日 西群馬郡が片岡郡と合併して群馬郡となる。
- 1905年（明治38年）4月1日 町制を施行し、室田町となる。
- 1955年（昭和30年）2月1日 碓氷郡里見村と合併し群馬郡榛名町となる。